# اس‌ام یوسی-۵
اس‌ام یوسی-۵ (به انگلیسی: SM UC-5) یک زیردریایی بود که طول آن ۱۱۱ فوت ۶ اینچ (۳۳٫۹۹ متر) بود. این زیردریایی در سال ۱۹۱۵ ساخته شد.